# Лоуфорд, Кристофер
Кристофер Кеннеди Лоуфорд (англ. Christopher Kennedy Lawford; 29 марта 1955, Санта-Моника, Калифорния — 4 сентября 2018, Ванкувер, Британская Колумбия) — американский актёр, писатель и активист. Принадлежал к знаменитой семье Кеннеди.

## Биография
Родился 29 марта 1955 года в Санта-Монике, Калифорния, в больнице им. святого Иоанна. Кристофер был старшим ребёнком и единственным сыном в семье киноактёра Питера Лоуфорда (1923—1984) и Патриции Кеннеди (1924—2006); также он приходился племянником президенту США Джону Ф. Кеннеди и свойственником Арнольду Шварценеггеру.
В 1966 году родители Кристофера развелись, мать воспитывала детей в Нью-Йорке. До этого будущий актёр посещал начальную школу им. святого Мартина Турского (англ. St. Martin of Tours Elementary School) в Лос-Анджелесе.
В 1977 окончил университет Тафтса со степенью бакалавра искусств, также в 1983 получил степень доктора юриспруденции в Школе права при Бостонском колледже и диплом магистра в области клинической психологии в Гарвардском университете.

## Смерть
5 сентября 2018, двоюродная сестра актёра, Керри Кеннеди, сообщила о его смерти в своём Twitter’е.

## Фильмография
| Год       |    | Русское название              | Оригинальное название              | Роль                       |
| --------- | -- | ----------------------------- | ---------------------------------- | -------------------------- |
| 1988      | ф  | Служители дьявола             | Spellbinder                        | Фил                        |
| 1990      | ф  | Порыв                         | Impulse                            | Стив                       |
| 1990      | с  | Байки из склепа               | Tales from the Crypt               | менеджер                   |
| 1990      | ф  | Русский дом                   | The Russia House                   | Ларри                      |
| 1991      | ф  | Беги                          | Run                                | Мартинс                    |
| 1991      | ф  | Дорз                          | The Doors                          | журналист из Нью-Йорка     |
| 1992—1996 | с  | Все мои дети                  | All My Children                    | Чарли Брент                |
| 1993      | ф  | Джек-Медведь                  | Jack the Bear                      | Винс Буччини               |
| 1994      | ф  | Бланкмэн                      | Blankman                           | мэр Марвин Харрис          |
| 1999      | ф  | Исповедь                      | The Confession                     | Эллиот Каннингем           |
| 1999      | тф | Мария, мать Иисуса            | Mary, Mother of Jesus              | Рубен                      |
| 2000      | ф  | 6-й день                      | The 6th Day                        | лейтенант полиции          |
| 2000      | ф  | Тринадцать дней               | Thirteen Days                      | коммандер Уильям Экер      |
| 2001      | ф  | Сквозные ранения              | Exit Wounds                        | Вице-президент США         |
| 2003      | ф  | Терминатор 3: Восстание машин | Terminator 3: Rise of the Machines | помощник генерала Брюстера |
| 2005      | ф  | Самый быстрый «Индиан»        | The World's Fastest Indian         | Джим Моффет                |
| 2007      | ф  | Вихрь                         | Slipstream                         | Ларс                       |